# Trumpetkonsert
Trumpetkonsert, konsert för trumpet och orkester, är ett verk för virtuos trumpetsolist och orkester. Verktypen uppstod under barocken, där konserter komponerades av bland andra Torelli, Molter och Telemann; det rörde sig då om verk för naturtrumpet. Vid slutet av 1700-talet uppfanns klafftrumpeten, och konserterna av Haydn och Hummel är komponerade för detta instrument. I början av 1800-talet uppfanns ventiltrumpeten, men intresset för trumpeten som soloinstrument tycks samtidigt ha avtagit. Under 1900-talet har trumpetkonserter skrivits av bland andra de danska tonsättarna Knudåge Riisager och Vagn Holmboe.